# Crimes of the Future
Crimes of the Future és una pel·lícula canadenca dirigida per David Cronenberg, estrenada el 1970.

## Argument
Crimes of the Future detalla els canvis erràtics de Tripod (Mlodzik), algun cop director d'una clínica dermatològica anomenada House of Skin, que està buscant el seu mentor, el boig dermatòleg Antoine Rouge. Rouge ha desaparegut per una catastròfica plaga de resultes de productes cosmètics, que ha matat la població sencera de dones sexualment madures. Tripod troba una successió d'organitzacions incloent-hi Metaphysical Import-Export i l'Oceanic Podiatry Group, i coneix diversos individus i grups d'homes que estan intentant crear un món desfeminitzat.

## Repartiment
- Ronald Mlodzik: Adrian Tripod
- Jon Lidolt
- Tania Zolty
- Jack Messinger
- Paul Mulholland
- William Haslam
- William Poolman
- Stefen Czernecki
- Raymond Woodley
- Kaspars Dzeguze
- Iain Ewing
- Brian Linehan
- Leland Richard
- Norman Snider
- Stephen Zeifman

## Al voltant de la pel·lícula
- El rodatge s'ha desenvolupat a Toronto d'agost de 1969 a febrer de 1970